# Bettlerkarspitze

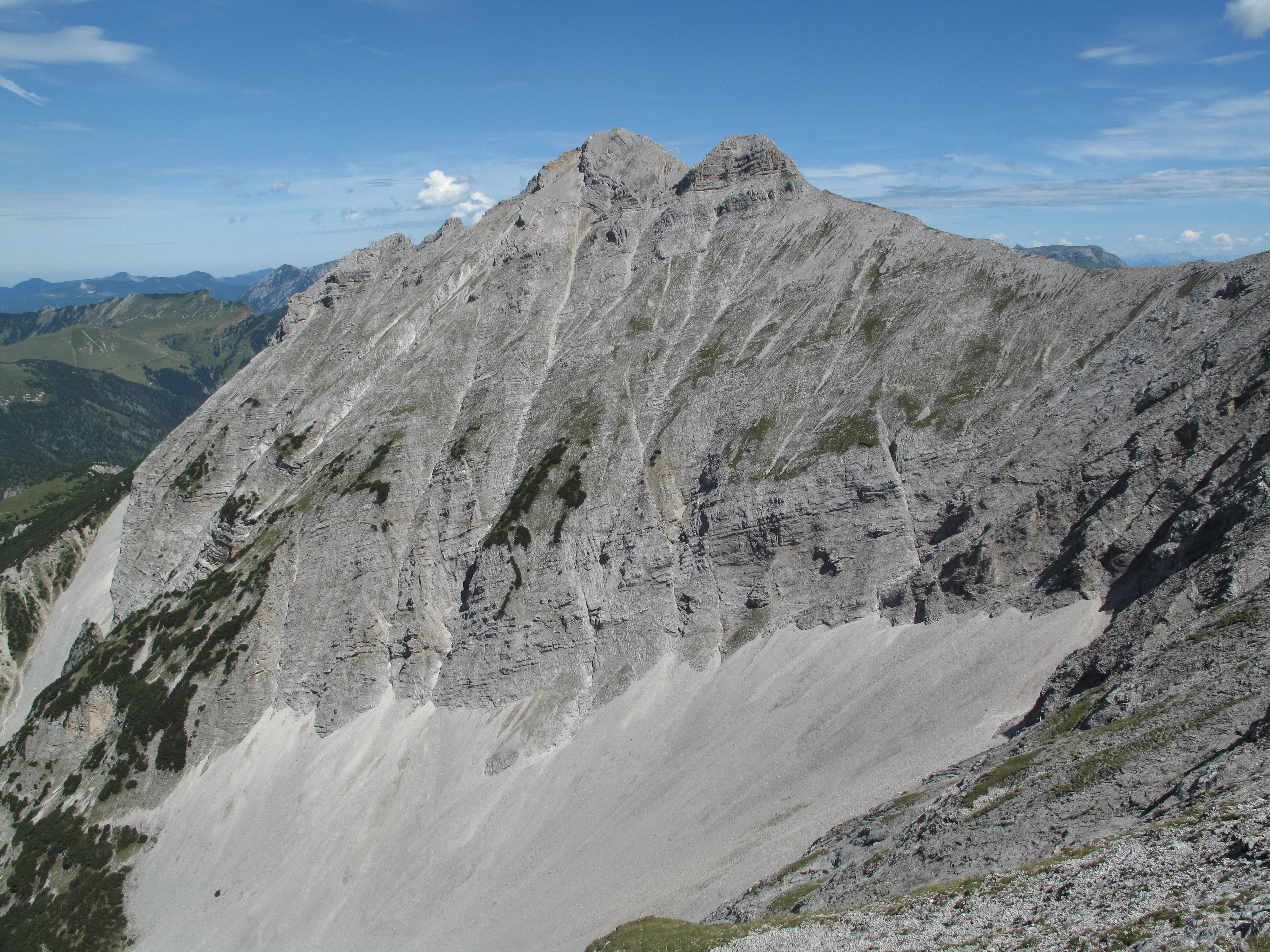
Die Bettlerkarspitze von der Schaufelspitze

Die Bettlerkarspitze ist ein 2268 m ü. A. hoher Gipfel in der Sonnjochgruppe im östlichen Karwendel zwischen dem Falzthurnjoch (2150 m ü. A.) und der Schaufelspitze.

## Besteigungsmöglichkeiten
Der Normalweg führt von der Plumsjochhütte auf den Gipfel. Bis zum ebenfalls kreuzgeschmückten Vorgipfel (2175 m ü. A.) ist ein guter, aber mühsamer Bergsteig vorhanden. 
Danach führt der Anstieg ausgesetzt zum Hauptgipfel, Kletterei in Schwierigkeit II. Ein etwa fünf Meter hoher Überhang war früher mit einem Fixseil entschärft. Infolge eines Felssturzes wurde das Fixseil mittlerweile entfernt.
Es gibt deswegen ab dem Vorgipfel eine neue Route zum Hauptgipfel. Diese führt südwestlich um den Gipfelaufbau herum und endet an dem Grat, der zur Schaufelspitze führt. Die neue Route ist ab dem Vorgipfel mit neongelben Punkten markiert.
Über den Grat ist der Übergang zur Schaufelspitze möglich (II).